# Jadranka Stojaković
Jadranka Stojaković, jugoslovanska in bosanska pevka, * 24. julij 1950, Sarajevo, Jugoslavija, † 3. maj 2016, Banja Luka, BiH.
Kantavtorica, prepoznana po svojem edinstvenem glasu. Njene uveljavljene pesmi so "Sve smo mogli mi", "Što te nema", "Bistre vode Bosnom teku".

## Življenjepis
Stojakovićeva je bila rojena v Sarajevu v družini šolskih učiteljev. Zgodnjo mladost je preživela v bližini Bosanskega Novega, po ločitvi staršev pa se je z materjo preselila v Sarajevo.
Pri 16 letih se je pridružila jazz skupini svojega strica in z njo nastopala po Jugoslaviji ter Evropi. Uveljavila se je z izvedbo uradne pesmi na Olimpijskih igrah 1984 v Sarajevu. V osemdesetih letih je izdala štiri samostojne albume, v tem času pa nastopala na številnih festivalih. Med letoma 1988 in 2012 je živela na Japonskem. Tam se je ponesrečila med nastopom na odru in se zatem vrnila v domovino, kjer je do smrti živela v domu starejših občanov v Banja Luki.

## Diskografija
- Svitanje (1981)
- Da odmoriš malo dušu (1982)
- Sve te više volim (1985)
- Vjerujem (1987)